# Romualdas Sikorskis
Romualdas Sikorskis (ur. 16 listopada 1926 w Kownie, zm. 25 lutego 1997 w Wilnie) – litewski ekonomista, polityk, minister finansów Litewskiej SRR i niepodległej Litwy.

## Życiorys
W 1947 ukończył technikum finansowe w Kownie, a w 1955 studia w wyższej szkole finansów w Leningradzie. W latach 1944–1945 służył w Armii Czerwonej, był ciężko ranny. W latach 1947–1952 pracował w urzędzie finansowym w Wilkach. Od 1955 był zastępcą ministra, a od 1957 ministrem finansów w rządzie Litewskiej SRR. Stanowisko zachował w dwóch pierwszych rządach niepodległej Litwy, począwszy od marca 1990. Z urzędu odszedł w styczniu 1991.
Od 1951 należał do KPZR, był członkiem KC KPL. Zasiadał w Radzie Najwyższej Litewskiej SRR.
Od 1995 był radnym wileńskiego samorządu, a od 1996 pełnił funkcję zastępcy Wilna. W 1996 został wybrany do Sejmu z listy Związku Ojczyzny. Zmarł w trakcie kadencji, pochowany na cmentarzu na Antokolu w Wilnie.